# Derby Lublina w piłce nożnej
Derby Lublina – mecze piłkarskie rozgrywane pomiędzy Lublinianką a Motorem Lublin dwoma najbardziej popularnymi i utytułowanymi klubami Lublina. Rywalizacja klubów trwa już od ponad pół wieku, w tym czasie rozegrano 39 meczów w rozgrywkach ligowych.
Pierwsze w historii derby miasta miały miejsce 18 kwietnia 1953 na stadionie OWKS-u przy alei Karola Świerczewskiego i zakończyły się zwycięstwem Lublinianki 3:1; był to mecz o mistrzostwo III ligi. Lublinianka występowała wówczas pod nazwą OWKS (Ogniwo Wojskowy Klub Sportowy) Lublin, zaś Motor jako Stal Lublin. Rekordowa frekwencja na derbach Lublina wyniosła 20 tysięcy widzów, dwukrotnie na stadionie przy ul. Leszczyńskiego (1962, 1967) i raz na stadionie przy alejach Zygmuntowskich (1972).
1 września 1973 po raz pierwszy derby rozegrane zostały w II lidze; spotkanie miało miejsce na stadionie przy alejach Zygmuntowskich i zakończyło się zwycięstwem Motoru 2:0. Na drugim szczeblu ligowym derby Lublina odbyły się osiem razy, po raz ostatni w sezonie 1995/1996, nigdy nie miało to miejsca w najwyższej klasie rozgrywkowej.
25 października 2014 po raz pierwszy derby Lublina rozegrano na nowo powstałej Arenie Lublin. W obecności 6500 widzów Motor (jako gospodarz) zremisował z Lublinianką 1:1. Były to również pierwsze derby miasta rozegrane przy sztucznym oświetleniu.

## Kluby
| Porównanie klubów                    | Porównanie klubów                                                                                 | Porównanie klubów                |
| ------------------------------------ | ------------------------------------------------------------------------------------------------- | -------------------------------- |
| Lublinianka                          |                                                                                                   | Motor Lublin                     |
| 1921                                 | rok założenia                                                                                     | 1950                             |
| 0                                    | liczba sezonów w Ekstraklasie                                                                     | 10                               |
| 6                                    | liczba sezonów w nieligowych mistrzostwach Polski                                                 | 0                                |
| 1/4 finału                           | najdalszy etap osiągnięty w Pucharze Polski                                                       | 1/4 finału (3×)                  |
| 28                                   | liczba sezonów na drugim poziomie rozgrywkowym (do 1948 Klasa A, do 2008 II liga, od 2008 I liga) | 23                               |
| IV liga lubelska                     | obecny poziom ligowy (2024/25)                                                                    | Ekstraklasa                      |
| Stadion Lublinianki (Pojemność: 440) | stadion                                                                                           | Arena Lublin (Pojemność: 15 247) |

 Stan na sezon 2024/25 włącznie 

## Mecze ligowe

### III liga (1953–1956)
Pierwszy w historii mecz pomiędzy „Wojskowymi”, a „Stalowcami” miał miejsce 18 kwietnia 1953 na stadionie OWKS-u przy alei Karola Świerczewskiego. Do przerwy utrzymywał się wynik remisowy po bramkach Klosa (OWKS) i Barana (Stal). W drugiej połowie gospodarze zdobyli dwie bramki i wygrali spotkanie 3:1. W meczu rewanżowym ostatniej kolejki sezonu, rozegranym 17 września 1953 Stal przegrała 1:4. OWKS zakończył sezon na 5. miejscu, zaś Stal na ostatnim 12. i spadła A klasy.
Do kolejnych derbów Lublina doszło w pierwszej kolejce sezonu 1956. 8 kwietnia klub z Wieniawy, występujący ponownie pod nazwą Lublinianka, grał na własnym stadionie w roli gościa i pokonał Stal 4:2, prowadząc do przerwy 1:0. Stal wystąpiła w składzie: Mołda, Walas, Krzemień, Muciek, Hodoń, Dudziak, Filozof, Kapica, Kalinowski, Kowalski, Pulikowski, zaś Lublinianka: Kokowicz, Potocki, Cieśliński, Ruszowski, Dziurak, Bielak, Żołnierowicz, Wieczerzak, Szorc, Wójcicki, Mrówczyński. 1 lipca 1956 w spotkaniu rewanżowym Lublinianka wygrała ze Stalą 3:1.
| 119 kwietnia 1953 | OWKS Lublin          | 3:1 | Stal FSC Lublin |                |
|                   | Klos ?', ?' · Pyś ?' |     | Baran ?'        | Stadion OWKS-u |

| 217 września 1953 | Stal FSC Lublin | 1:4 | OWKS Lublin                                |                |
|                   | Jan Mołda ?'    |     | Lipkowski ?', ?' · Główka ?' · Metelski ?' | Stadion OWKS-u |

| 38 kwietnia 1956 | Stal FSC Lublin                              | 2:4 | Lublinianka                                                                               |                    |
|                  | Jerzy Pulikowski 80' · Stanisław Filozof 87' |     | Waldemar Bielak 12' (k) · Antoni Wieczerzak 34' · Ryszard Szorc 62' · Henryk Wójcicki 76' | ul. Leszczyńskiego |

| 41 lipca 1956 | Lublinianka                                                        | 3:1 | Stal FSC Lublin      |                    |
|               | Henryk Wójcicki 1' · Kazimierz Mołda 30' (sam) · Ryszrad Szorc 78' |     | Jerzy Pulikowski 23' | ul. Leszczyńskiego |

### Liga okręgowa (1957–1960)
Pierwszy mecz w tej klasie rozgrywkowej miał miejsce w niedzielę 9 czerwca 1957 w 7. kolejce na stadionie przy ul. Leszczyńskiego. Spotkanie zakończyło się zwycięstwem Motoru 1:0 po bramce Mrówczyńskiego w 70. minucie. Motor po tym meczu wyprzedził Lubliniankę w tabeli i przesunął się na 2. miejsce. Rewanż odbył się 18 sierpnia 1957 na stadionie Budowlanych i zakończył się remisem 1:1. Prowadzenie gospodarzom dał w 30. minucie Filozof strzałem z trzech metrów. Wyrównał z rzutu karnego w 76. minucie Bielak. Sezon Lublinianka zakończyła na 1. miejscu i wzięła udział w barażach o awans do II ligi. W III grupie barażowej, w której wojskowy klub zajął ostatnie miejsce, grali również Unia Racibórz, Victoria Częstochowa oraz Wawel Wirek.
W sezonie 1958 pierwsze spotkanie derbowe rozegrane zostało 8 czerwca 1958 na stadionie Lublinianki. Pomimo prowadzenia Motoru 1:0, mecz zakończył się zwycięstwem gospodarzy 5:1, a goście kończyli mecz w dziesiątkę po usunięciu przez sędziego z boiska w 30. minucie Brzozowskiego. Po tym spotkaniu Lublinianka zajmowała 2. miejsce za liderującym Hetmanem Zamość z taką samą liczbą punktów, lecz gorszą różnicą bramek. W rewanżu, który odbył się 30 sierpnia 1958 na stadionie Budowlanych, wygrał Motor 2:1. Na dwie kolejki przed końcem lubelskiej ligi okręgowej w tabeli prowadziła Lublinianka (22 pkt.), na drugim miejscu plasowała się Unia Lublin (21), zaś na trzecim Motor (21). Mistrzem została Lublinianka, która w decydującym meczu pokonała Avię Świdnik 4:0 i reprezentowała okręg lubelski w barażach o udział w II lidze. W grupie, w której rywalizowały również Walter Rzeszów, Start Łódź oraz Granat Skarżysko-Kamienna, Lublinianka zajęła 3. miejsce.
W 6. kolejce spotkań sezonu 1959, 9 maja, miały miejsce derby miasta na stadionie Budowlanych, w których gospodarze ulegli 0:2. 30 sierpnia 1959 na stadionie przy ul. Leszczyńskiego Motor zrewanżował się, pokonał Lubliniankę 2:0 i umocnił się na pozycji lidera ligi okręgowej. Ostatecznie w sezonie 1959 Motor zajął drugie miejsce, zaś Lublinianka piąte.

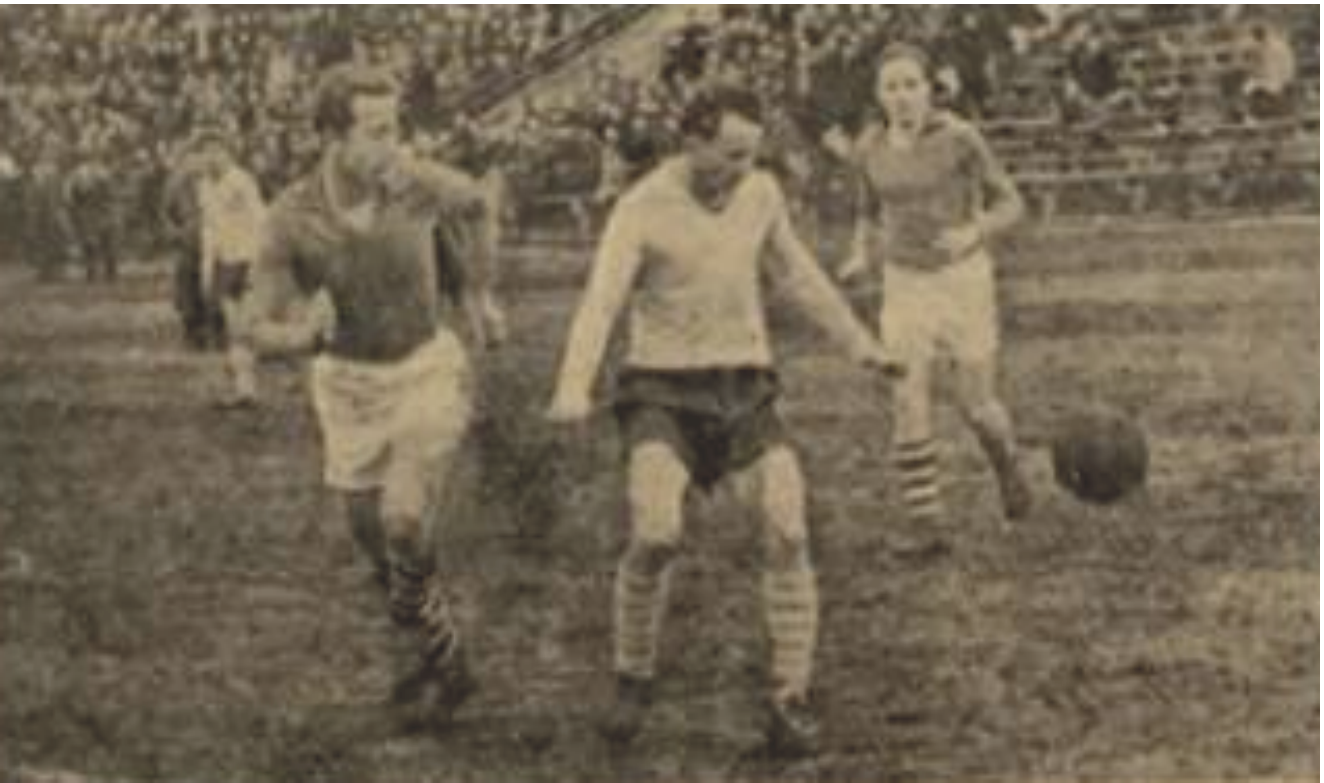
Derby Lublina rozegrane 20 marca 1960 na stadionie przy ul. Leszczyńskiego.

Do pierwszych derbów Lublina w sezonie 1960 doszło w 2. kolejce. Na stadionie Lublinianki Motor jako gospodarz zwyciężył 3:1. W rewanżu wygrali „Wojskowi” 2:1, którzy zakończyli rozgrywki na 2. miejscu, ze stratą pięciu punktów do WKS Unii Lublin. Mistrzem lubelskiej ligi okręgowej została WKS Unia, jednak 4 sierpnia 1960 zarząd tego klubu podjął decyzję o fuzji z Lublinianką. Początkowo o awans do II ligi rywalizowano w sześciu trzyzespołowych grupach. WKS Unia po zwycięstwie nad Lotnikiem Warszawa 1:0 zapewniła sobie pierwsze miejsce i w grupie finałowej, z której promocję do wyższej klasy rozgrywkowej otrzymały dwa najlepsze zespoły, rywalizowała z Arką Gdynia, Hutnikiem Kraków, Górnikiem Wałbrzych, AKS-em Chorzów i Górnikiem Konin. Po raz pierwszy po fuzji pod nazwą WKS Lublinianka, zespół zagrał 8 października 1960 w wyjazdowym meczu z AKS-em Chorzów. Ostatecznie Lubliniaka zajęła 1. miejsce w grupie finałowej i uzyskała awans do II ligi. Po zakończeniu w lipcu sezonu 1960, od następnego w lubelskiej lidze okręgowej zaczął obowiązywać system jesień-wiosna.
| 59 czerwca 1957 | Lublinianka | 0:1 | Motor Lublin    |                                   |
|                 |             |     | Mrówczyński 70' | ul. Leszczyńskiego Widzów: 3 tys. |

| 618 sierpnia 1957 | Motor Lublin          | 1:1 | Lublinianka             |                     |
|                   | Stanisław Filozof 34' |     | Waldemar Bielak 76' (k) | stadion Budowlanych |

| 78 czerwca 1958 | Lublinianka                                                                                            | 5:1 | Motor Lublin          |                    |
|                 | Edward Pietrasiński 19', 35' · Aleksander Bester 60' · Henryk Wójcicki 62' (k) · Ryszard Szorc 90' (k) |     | Stanisław Filozof 19' | ul. Leszczyńskiego |

| 830 sierpnia 1958 | Motor Lublin                 | 2:1 | Lublinianka               |                     |
|                   | Zdzisław Barszczewski ?', ?' |     | Stanisław Żołnierowicz ?' | stadion Budowlanych |

| 99 maja 1959 | Motor Lublin | 0:2 | Lublinianka                                |                     |
|              |              |     | Jacek Rudak ?' · Stanisław Żołnierowicz ?' | stadion Budowlanych |

| 1030 sierpnia 1959 | Lublinianka | 0:2 | Motor Lublin                                  |                    |
|                    |             |     | Zdzisław Barszczewski ?' · Kazimierz Piróg ?' | ul. Leszczyńskiego |

| 1120 marca 1960 | Motor Lublin               | 3:1 | Lublinianka           |                    |
|                 | Kazimierz Kułak 1', ?', ?' |     | Antoni Wieczerzak 30' | ul. Leszczyńskiego |

| 1228 maja 1960 | Lublinianka               | 2:1 | Motor Lublin       |                    |
|                | Tadeusz Bartmański ?', ?' |     | Kazimierz Kułak ?' | ul. Leszczyńskiego |

### Liga okręgowa (1962–1963)

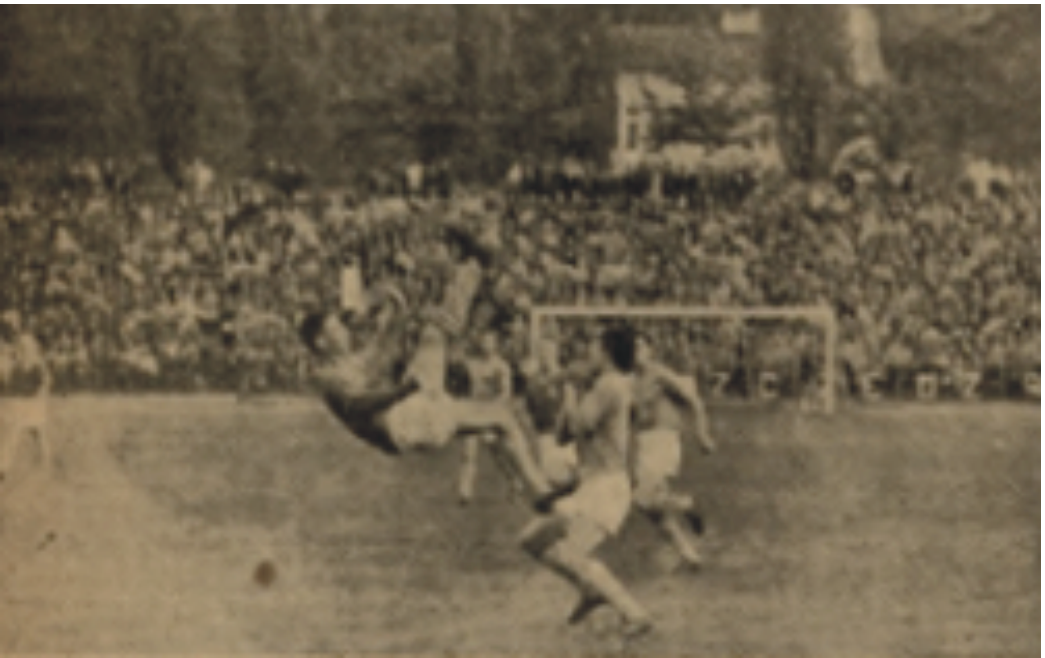
Lublinianka – Motor na Wieniawie 12 maja 1962. Na trybunach zasiadło 20 tys. widzów.

Na drugim szczeblu ligowym Lublinianka zagrała jeden sezon zajmując ostatnie 18. miejsce. Ze względu na obowiązujący w sezonie 1961 w II lidze system wiosna-jesień, „Wojskowi” przystąpili do rozgrywek ligi okręgowej w połowie sezonu 1961/1962. Pierwszy mecz pomiędzy Lublinianką a Motorem w 1962 roku miał miejsce 12 maja na stadionie przy ul. Leszczyńskiego, na którym zanotowano rekord frekwencji w spotkaniu derbowym. Mecz wygrali gospodarze 2:1. Po zakończeniu sezonu o mistrzostwie okręgu decydował dwumecz pomiędzy najlepszą drużyną całego sezonu według „tabeli ogólnej” (Motor) oraz najlepszą drużyną rudny wiosennej według „tabeli wiosny” (Lublinianka). W pierwszym spotkaniu, 30 maja, na stadionie przy ul. Kresowej padł wynik remisowy 1:1. W rewanżu rozegranym cztery dni później zwyciężył Motor 1:0 i został mistrzem lubelskiej okręgówki. W grupie barażowej rywalizował ze Startem Łódź, Polonią Warszawa, Mazurem Ełk i Granicą Kętrzyn, zajmując ostatecznie 2. miejsce.
Pierwszy mecz derbowy w sezonie 1962/1963 odbył się 7 października na stadionie przy ulicy Kresowej, który obejrzało ponad 15 tysięcy widzów. Spotkanie zakończyło się zwycięstwem Lublinianki 4:0. W rewanżu na Wieniawie ponownie zwyciężyli „Wojskowi” i umocnili się na pozycji lidera. Lublinianka została mistrzem okręgu i wygrała grupę barażową o awans do II ligi rywalizując z Warszawianką, Mazurem Ełk, Włókniarzem Łódź i Warmią Olsztyn.
| 1312 maja 1962 | Lublinianka          | 2:1 | Motor Lublin      |                                    |
|                | Teodor Nowara ?', ?' |     | Józef Kasprzyk ?' | ul. Leszczyńskiego Widzów: 20 tys. |

| 1430 maja 1962 | Motor Lublin      | 1:1 | Lublinianka            |                             |
|                | Józef Kasprzyk ?' |     | Czesław Kwiatkowski ?' | ul. Kresowa Widzów: 10 tys. |

| 153 czerwca 1962 | Lublinianka | 0:1 | Motor Lublin        |                                    |
|                  |             |     | Marian Jezierski ?' | ul. Leszczyńskiego Widzów: 15 tys. |

| 167 października 1962 | Motor Lublin | 0:4 | Lublinianka                                                       |                             |
|                       |              |     | Edward Pietrasiński ?', ?' · Teodor Gorbat ?' · Zygfryd Olszok ?' | ul. Kresowa Widzów: 15 tys. |

| 1711 maja 1963 | Lublinianka                           | 2:0 | Motor Lublin |                                    |
|                | Maciej Famulski ?' · Teodor Nowara ?' |     |              | ul. Leszczyńskiego Widzów: 20 tys. |

W sezonie 1963/1964 Lublinianka zajęła 9. miejsce, zapewniając sobie utrzymanie w przedostatniej kolejce po remisie z Zawiszą, Motor z kolei został mistrzem lubelskiej okręgówki, dzięki zwycięstwu 2:0 nad Tomasovią w ostatniej, 22. kolejce. W grupie barażowej, z której awans do II ligi wywalczyła Warmia Olsztyn zajął 2. miejsce. Rok później „Wojskowi” spadli z II ligi, zaś Motor po raz drugi z rzędu wywalczył mistrzostwo lubelskiej ligi okręgowej. W sześcioosobowej III grupie barażowej Motor rywalizował z CKS-em Czeladź, Włókniarzem Pabianice, Skrą Warszawa, Gwardią Olsztyn oraz Włókniarzem Białystok. Po 10 kolejkach Motor zajmował 1. pozycję z taką samą liczbą punktów co CKS i o awansie do II ligi decydował mecz dodatkowy. 5 sierpnia 1965 w Łodzi Motor pokonał CKS 3:0 i po raz pierwszy w historii klubu uzyskał awans do II ligi, w której występował przez rok.

### III liga (1967–1968)
W sezonie 1966/1967 Motor przystąpił do rozgrywek nowo utworzonej centralnej ligi międzywojewódzkiej (nowej III ligi) i zajął 3. miejsce, zaś Lublinianka do okręgówki, będącej po reorganizacji czwartym poziomem ligowym, w której zajęła 1. miejsce i uzyskała awans do III ligi. Pierwszy mecz derbowy w nowej III lidze miał miejsce 15 października 1967 w 10. kolejce na Wieniawie i zakończył się bezbramkowym remisem. W rewanżu na stadionie przy ul. Kresowej wygrał Motor 5:0. W 1968 Motor awansował do II ligi, w której grał przez cztery następne sezony. Lublinianka z kolei w sezonie 1968/1969 występowała w lubelskiej lidze okręgowej, w której zajęła 1. miejsce i uzyskała awans do III ligi.
| 1815 października 1967 | Lublinianka | 0:0 | Motor Lublin |                                    |
|                        |             |     |              | ul. Leszczyńskiego Widzów: 20 tys. |

| 192 czerwca 1968 | Motor Lublin                                                                                      | 5:0 | Lublinianka |             |
|                  | Witold Sokołowski ?', ?' · Ryszard Brysiak ?' · Jan Nielipiuk ?' · Janusz Rychcik (samobójcza) ?' |     |             | ul. Kresowa |

### III liga (1972–1973)
W sezonie 1971/1972 Motor spadł z II ligi. W decydującym o utrzymaniu meczu lubelski klub przegrał w ostatniej kolejce na wyjeździe z Piastem Gliwice 1:2. Pierwszy mecz derbowy sezonu 1972/1973 odbył się na stadionie przy alejach Zygmuntowskich i zakończył się bezbramkowym remisem. Na trybunach zasiadło ponad 20 tysięcy widzów. Po tym spotkaniu Lublinianka zajmowała 1. miejsce (22 pkt.), przed Avią Świdnik (18 pkt.) i Motorem (18 pkt.). Mecz rewanżowy miał miejsce w 28. kolejce i również zakończył się wynikiem 0:0. Lublinianka ostatecznie zajęła w lidze 1. miejsce z pięciopunktową przewagą nad drugim w tabeli Motorem.
| 2029 października 1972 | Motor Lublin | 0:0 | Lublinianka |                                   |
|                        |              |     |             | al. Zygmuntowskie Widzów: 20 tys. |

| 2116 czerwca 1973 | Lublinianka | 0:0 | Motor Lublin |                                    |
|                   |             |     |              | ul. Leszczyńskiego Widzów: 12 tys. |

### II liga (1973–1974)
W wyniku reorganizacji rozgrywek i utworzenia dwóch grup (północnej i południowej) na drugim szczeblu ligowym, oprócz Lublinianki, awans uzyskał również Motor i trzeci zespół III ligi z poprzedniego sezonu Avia Świdnik. Pierwsze  drugoligowe derby pomiędzy Motorem a Lublinianką rozegrane zostały 1 września 1973 na stadionie przy alejach Zygmuntowskich w ramach 4. kolejki. Zwyciężyli gospodarze po bramkach Henryka Weidemana i Jerzego Pulikowskiego. Przed meczem rewanżowym na Wieniawie, Motor był liderem, mając jeden punkt przewagi nad drugą w tabeli Arką Gdynia i trzecią Lechią Gdańsk, Lublinianka zajmowała 13. miejsce. W 19. kolejce na Wieniawie Motor pokonał Lubliniankę 1:0 po bramce Krawczyka w I połowie spotkania. Przed ostatnią kolejką Motor zajmował 1. pozycję z taką samą liczbą punktów jak druga Arka, która wygrywając na wyjeździe z Widzewem, przy porażce Motoru z broniącym się przed spadkiem Stomilem w Olsztynie, po raz pierwszy w historii klubu uzyskała awans do ekstraklasy. Lublinianka zajęła ostatnie, 16. miejsce i spadła do klasy wojewódzkiej (trzeciego wówczas poziomu rozgrywek).
| 221 września 1973 | Motor Lublin                              | 2:0 | Lublinianka |                                   |
|                   | Henryk Weideman 8' · Jerzy Pulikowski 10' |     |             | al. Zygmuntowskie Widzów: 12 tys. |

| 237 kwietnia 1974 | Lublinianka | 0:1 | Motor Lublin      |                                    |
|                   |             |     | Jerzy Krawczyk ?' | ul. Leszczyńskiego Widzów: 15 tys. |

W sezonie 1974/1975 Lublinianka uplasowała się na 1. pozycji w klasie wojewódzkiej i wzięła udział w barażach o II ligę. W grupie, w której rywalizowały również Korona Kielce, Resovia oraz Cracovia, „Wojskowi” zajęli 3. miejsce. Rok później Lublinianka zajęła 2. miejsce za mistrzem klasy wojewódzkiej Stalą Kraśnik, a w sezonie 1976/1977 zespół z Lublina przystąpił do rozgrywek zreformowanej III ligi, w której występował przez następnych sześć lat. W maju 1982, na dwie kolejki przed końcem, po zwycięstwie nad Stalą Nowa Dęba, klub z Wieniawy zapewnił sobie awans do II ligi.
Motor w latach 1974–1980 grał w II lidze, zajmując najwyżej 3. miejsce. W sezonie 1979/1980 zespół wygrał rozgrywki o mistrzostwo II ligi z 10-punktową przewagą na drugą w tabeli Gwardią Warszawa i po raz pierwszy w historii i jako pierwszy klub z Lubelszczyzny uzyskał awans do ekstraklasy. W I lidze Motor występował przez dwa sezony, notując spadek w 1982 roku.

### II liga (1982–1983)
Po ponad ośmiu latach, 15 sierpnia 1982 ponownie odbyły się drugoligowe derby Lublina. Na stadionie przy alejach Zygmuntowskich, w obecności 15 tysięcy widzów, Motor zremisował z Lublinianką 1:1 w meczu II kolejki. Prowadzenie dla gości uzyskał w 54. minucie Marek Leszczyński, a wyrównał w 67. Stefan Krawczyk. W 79. Motor mógł zdobyć zwycięskiego gola, ale piłkę po strzale Ireneusza Lorenca, wybił z linii bramkowej obrońca gości Arkadiusz Skonieczny. Po tym spotkaniu Lublinianka miała w dorobku 3 punkty, zaś Motor 2.
Rewanż miał miejsce 27 marca 1983 na Wieniawie. Wygrali goście po bramce Wojciecha Rabendy w 5. minucie spotkania. Po siedemnastu kolejkach Motor zajmował 5. pozycję z dwupunktową stratą do liderującego Radomiaka, Lublinianka dziesiątą z jednopunktową przewagą nad strefą spadkową. Ostatecznie Motor zajął 1. miejsce, zapewniając sobie awans do ekstraklasy po zwycięstwie w ostatniej kolejce nad Polonią w Warszawie, Lublinianka zajęła ostatnie i spadła do III ligi.
| 2415 sierpnia 1982 | Motor Lublin        | 1:1 | Lublinianka           |                                                               |
|                    | Stefan Krawczyk 67' |     | Marek Leszczyński 54' | al. Zygmuntowskie Widzów: 15 tys. Sędzia: Romuald Paszkiewicz |

| 2527 marca 1983 | Lublinianka | 0:1 | Motor Lublin        |                                                        |
|                 |             |     | Wojciech Rabenda 5' | ul. Leszczyńskiego Widzów: 10 tys. Sędzia: Wit Żelazko |

W I lidze Motor występował przez cztery kolejne sezony. W 1987 zajął ostatnie, 16. miejsce i spadł do II ligi. Po dwóch latach spędzonych na zapleczu ekstraklasy, w 1989 „Żółto-biało-niebiescy” po wygranych barażach z Pogonią Szczecin zapewnili sobie awans do I ligi. W sezonie 1991/1992, na dwie kolejki przed końcem Motor zajmował bezpieczne, 14. miejsce, mając tyle samo punktów co 15. Olimpia Poznań, jednak po porażce u siebie z Legią Warszawa i remisie w ostatniej serii spotkań Olimpii z Hutnikiem Kraków, Motor ostatecznie zajął 15. miejsce i spadł do II ligi.
Lublinianka po spadku z II ligi, w 1984 zajęła 13. miejsce w lidze wojewódzkiej i zanotowała kolejny. Po dwóch latach występów w klasie międzyokręgowej, w 1986 „Wojskowi” powrócili do III ligi, w której grali przez następnych osiem sezonów. W 1994 Lublinianka walczyła o awans na zaplecze ekstraklasy z Górnikiem Łęczna. W przedostatniej kolejce po zwycięstwie nad Granicą Chełm zapewniła sobie 1. miejsce.

### II liga (1994–1996)
Po ponad jedenastu latach, ponownie doszło do derbów Lublina. 16 października 1994 w obecności 6 tysięcy widzów, Lublinianka zremisowała z Motorem 1:1. Mecz rozpoczął się z 30-minutowym opóźnieniem, w związku z prośbą sędziów spotkania o odizolowanie kibiców obydwu drużyn i umieszczenia ich w oddzielnych sektorach. Prowadzenie dla gospodarzy zdobył w 35. minucie Grzegorz Brzozowski. W 67. minucie „Wojskowi” mogli podwyższyć wynik, ale piłka po strzale Tomasza Kamińskiego z 20 metrów, trafiła w spojenie bramki Dariusza Opolskiego. Wyrównująca bramka padła po samobójczym trafieniu Jarosława Czupryna w 82. minucie. Po tym meczu Lublinianka zajmowała 7. pozycję z 13 punktami, Motor 11. z 11. W rewanżu na stadionie przy alejach Zygmuntowskich gospodarze zwyciężyli 2:0 po bramkach Piotra Adamczyka i Rafała Szweda. W sezonie 1993/1994 Motor uplasował się na szóstej pozycji, zaś Lublinianka na dziesiątej.
Pierwszy mecz derbowy sezonu 1995/1996 rozegrany został 27 sierpnia 1995 na stadionie przy alejach Zygmuntowskich i zakończył się wynikiem 1:1. Przed spotkaniem rewanżowym na Wieniawie, Lublinianka zajmowała 17. (przedostatnie) miejsce w tabeli, Motor plasował się na ostatniej pozycji. Spotkanie zakończyło się bezbramkowym remisem. W 1996 obydwa lubelskie zespoły spadły do III ligi.
| 2616 października 1994 | Lublinianka             | 1:1 | Motor Lublin               |                                                           |
|                        | Grzegorz Brzozowski 35' |     | Jarosław Czupryn 82' (sam) | ul. Leszczyńskiego Widzów: 6 tys. Sędzia: Ryszard Rębilas |

| 2721 maja 1995 | Motor Lublin                        | 2:0 | Lublinianka |                                                       |
|                | Piotr Adamczyk 9' · Rafał Szwed 79' |     |             | al. Zygmuntowskie Widzów: 3 tys. Sędzia: Michał Nowak |

| 2827 sierpnia 1995 | Motor Lublin   | 1:1 | Lublinianka    |                                  |
|                    | Janusz Zych ?' |     | Paweł Gałka ?' | al. Zygmuntowskie Widzów: 2 tys. |

| 2921 kwietnia 1996 | Lublinianka | 0:0 | Motor Lublin |                                                          |
|                    |             |     |              | ul. Leszczyńskiego Widzów: 2 tys. Sędzia: Marian Pyzałka |

### III liga (1996–1998)
Pierwszy mecz derbowy sezonu 1996/1997 miał miejsce 12 października na Wieniawie i zakończył się bezbramkowym remisem. W rewanżu, na cztery kolejki przed zakończeniem rozgrywek, pierwsze od ponad 30 lat zwycięstwo w derbach Lublina odnieśli „Wojskowi”. Obydwie drużyny sezon zakończyły w środku tabeli, Lublinianka zajęła dziewiąte miejsce, zaś Motor dziesiąte. Rok później Lublinianka zajęła 4. miejsce, zaś Motor, który występował wówczas pod nazwą LKP Lublin, 15. i spadł do IV ligi.
| 3012 października 1996 | Lublinianka | 0:0 | Motor Lublin |                                   |
|                        |             |     |              | ul. Leszczyńskiego Widzów: 2 tys. |

| 3131 maja 1997 | Motor Lublin | 0:2 | Lublinianka                            |                               |
|                |              |     | Rafał Dębiński 7' · Maciej Kleszcz 78' | al. Zygmuntowskie Widzów: 500 |

| 3217 września 1997 | Lublinianka                                                         | 4:1 | Motor Lublin           |                                 |
|                    | Rafał Dębiński ?', ?' · Grzegorz Brzozowski ?' · Wojciech Josicz ?' |     | Krzysztof Kufrejski ?' | ul. Leszczyńskiego Widzów: 1500 |

| 3315 marca 1998 | Motor Lublin                             | 3:3 | Lublinianka                                  |                               |
|                 | Piotr Kamiński ?', ?' · Andrzej Gutek ?' |     | Rafał Dębiński ?', ?' · Grzegorz Poleszak ?' | al. Zygmuntowskie Widzów: 500 |

### IV liga (2001)
Lublinianka na trzecioligowym froncie grała do sezonu 2000/2001, kiedy zajmując przedostatnie 18. miejsce, spadła do IV ligi. Przed rozpoczęciem sezonu 2001/2002 klub z al. Zygmuntowskich powrócił do nazwy Motor Lublin. 22 sierpnia 2001 miał miejsce pierwszy mecz derbowy na czwartym szczeblu ligowym. Na stadionie w Opolu Lubelskim w zaległym meczu pierwszej kolejki, Lublinianka jako gospodarz pokonała Motor 1:0. Rewanż odbył się jesienią, gdyż pierwsza kolejka rundy wiosennej została rozegrana awansem w listopadzie. Na stadionie przy al. Zygmuntowskich Motor pokonał „Wojskowych” 6:1. Sezon „Żółto-biało-niebiescy” zakończyli na 1. miejscu i uzyskali awans do III ligi, Lublinianka z kolei uplasowała się na 4. pozycji.
| 3422 sierpnia 2001 | Lublinianka        | 1:0 | Motor Lublin |                                |
|                    | Wojciech Josicz ?' |     |              | Opole Lubelskie Widzów: 1 tys. |

| 3518 listopada 2001 | Motor Lublin                                                                    | 6:1 | Lublinianka          |                                |
|                     | Łukasz Ryszko ?', ?' · Marcin Syroka ?', ?' · Marcin Luty ?' · Andrzej Gutek ?' |     | Zbigniew Grzesiak ?' | al. Zygmuntowskie Widzów: 1900 |

W III lidze Motor występował przez pięć następnych sezonów, a w 2007 uzyskał awans do II ligi. W styczniu 2008 przyjęto reformę, wprowadzającą cztery ligi centralne i zmianę ich nazw od sezonu 2008/2009. Ówczesna I liga przyjęła nazwę „Ekstraklasa”, II ligę przemianowano na I ligę. W I lidze Motor występował jeszcze przez dwa lata, notując spadek w 2010. Na trzecim szczeblu rozgrywek zespół grał do sezonu 2013/2014.
Lublinianka z IV ligi spadła w 2008 roku. Na piątym poziomie rozgrywek, noszącą po reformie nazwę IV liga, „Wojskowi” występowali przez cztery sezony. W 2012 zespół wywalczył awans do III ligi grając pod nazwą KS Lublinianka-Wieniawa Lublin. W lipcu 2013 klub powrócił do historycznej nazwy KS Lublinianka.

### III liga (2014–2016)

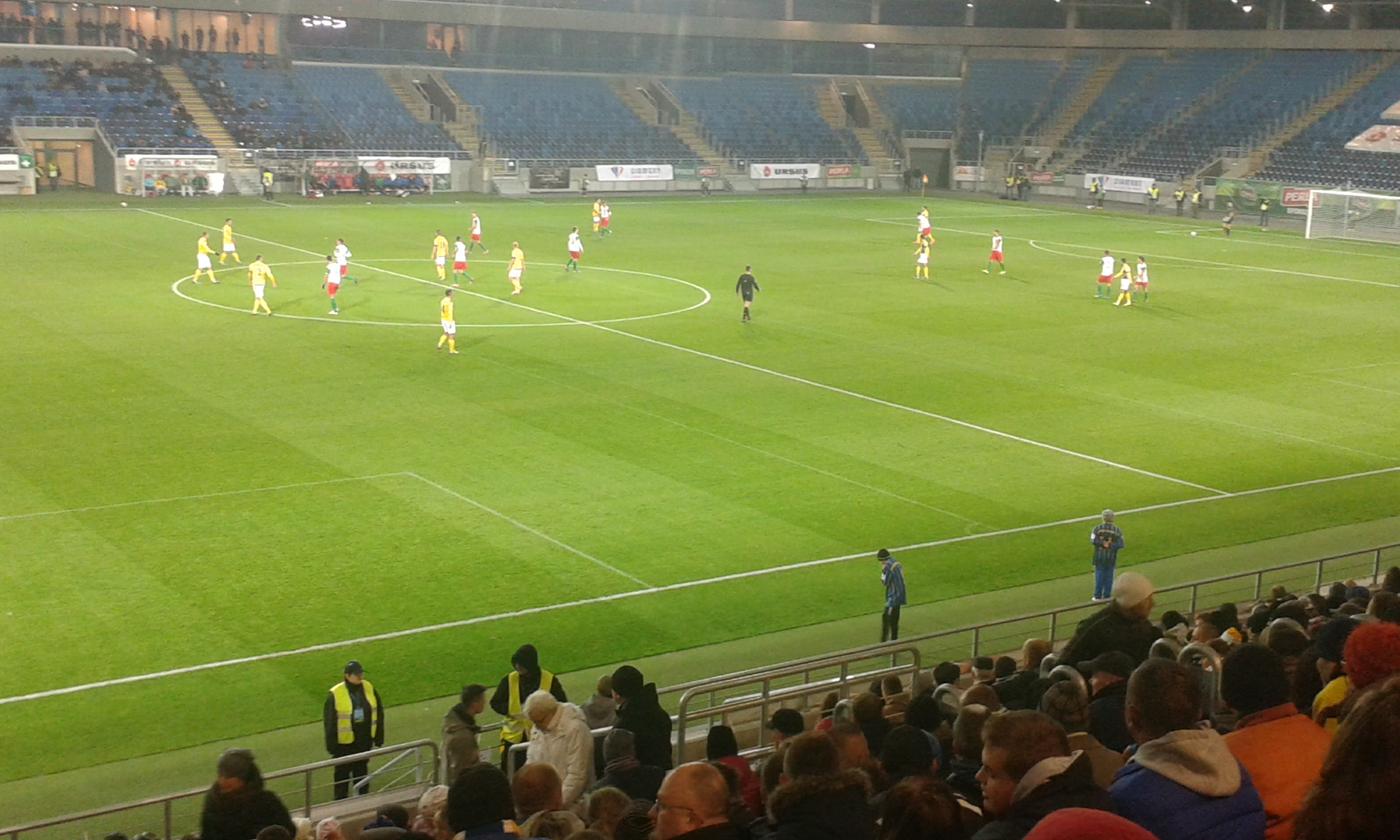
Pierwsze w historii derby miasta rozegrane na Arenie Lublin.

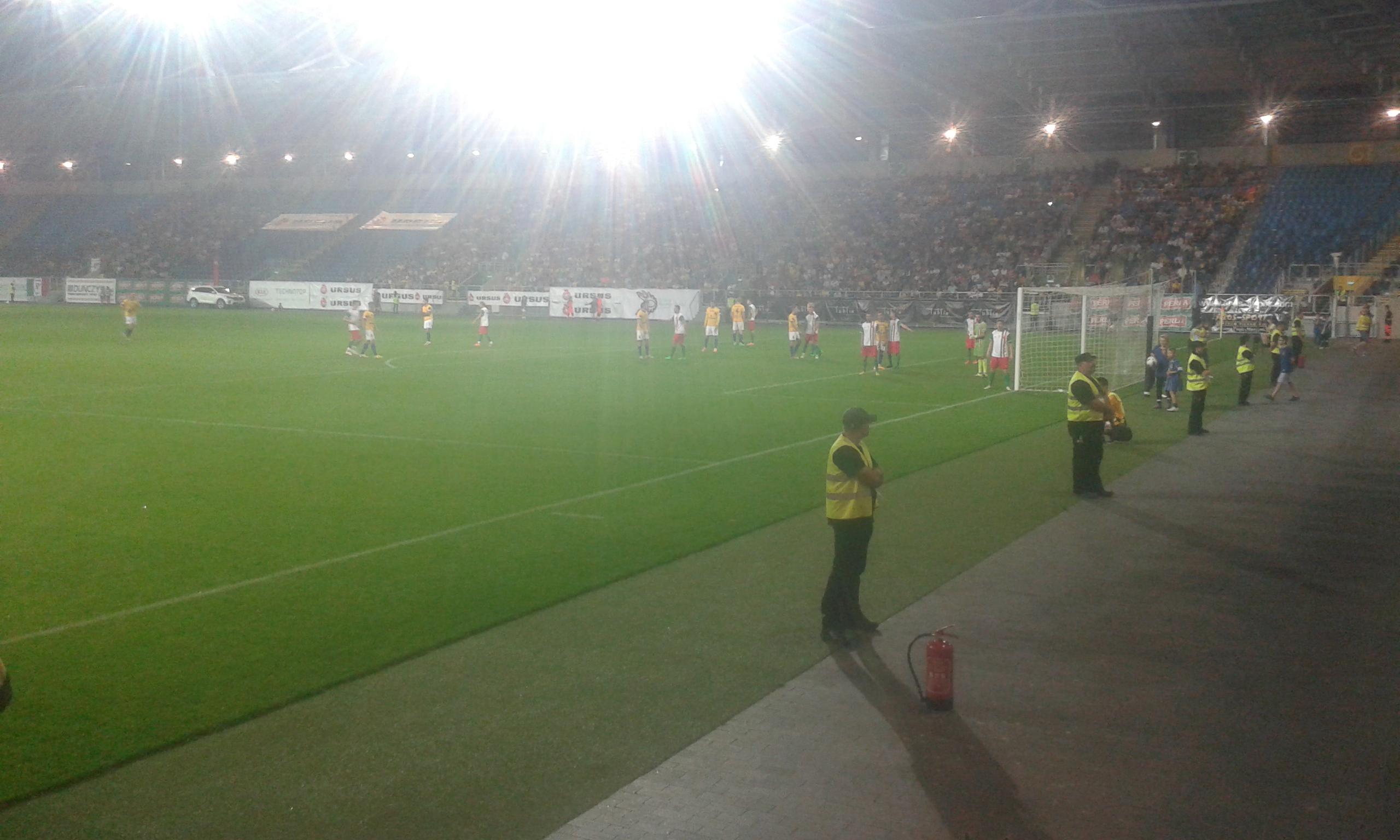
38. derby Lublina, rozegrane 18 września 2015.

Po niespełna trzynastu latach doszło do 36. derbów Lublina. 25 października 2014 po raz pierwszy na nowym stadionie Arena Lublin, w obecności 6500 widzów, Motor jako gospodarz zremisował z Lublinianką 1:1. W 45. minucie prowadzenie „Wojskowym” dał Erwin Sobiech, wyrównał w 84. Piotr Piekarski. W rewanżu rozegranym 20 maja 2015 na lubelskiej Arenie „Żółto-biało-niebiescy” wygrali 3:0, po dwóch bramkach Kamila Stachyry i jednej Rafała Króla. W sezonie 2014/2015 w grupie lubelsko-podkarpackiej Motor zajął czwarte miejsce, zaś Lublinianka trzynaste.
38. derby Lublina miały miejsce 18 września 2015 na Arenie Lublin. W ramach 10. kolejki Motor, jako gospodarz, pokonał Lubliniankę 1:0 po rzucie karnym, wykorzystanym przez Artura Gieragę. Mecz obejrzało 5127 widzów. Rewanż rozegrany został 30 kwietnia 2016. W 27. serii spotkań „Żółto-biało-niebiescy” zwyciężyli 3:0 po dwóch bramkach Gieragi, w tym jednej z rzutu karnego i Damiana Falisiewicza. Na trybunach zasiadło 3647 kibiców. Po tym meczu Motor, jako lider III ligi lubelsko-podkarpackiej utrzymał siedmiopunktową przewagę nad Stalą Rzeszów, Lublinianka przesunęła się na 9., spadkowe miejsce.
| 3625 października 2014 | Motor Lublin        | 1:1 | Lublinianka       |                                                          |
|                        | Piotr Piekarski 84' |     | Erwin Sobiech 45' | Arena Lublin Widzów: 6500 Sędzia: Grzegorz Pożarowszczyk |

| 3720 maja 2015 | Lublinianka | 0:3 | Motor Lublin                                        |                                                          |
|                |             |     | Kamil Stachyra 19', 90' (k.), · Rafał Król 53' (k.) | Arena Lublin Widzów: 3150 Sędzia: Grzegorz Pożarowszczyk |

| 3818 września 2015 | Motor Lublin           | 1:0 | Lublinianka |                                                   |
|                    | Artur Gieraga 81' (k.) |     |             | Arena Lublin Widzów: 5127 Sędzia: Karol Iwanowicz |

| 3930 kwietnia 2016 | Lublinianka | 0:3 | Motor Lublin                                         |                                                         |
|                    |             |     | Artur Gieraga 18', 89' (k.) · Damian Falisiewicz 66' | Arena Lublin Widzów: 3647 Sędzia: Arkadiusz Łaszkiewicz |

## Mecze pucharowe
17 października 1954 mecz o Puchar Polski pomiędzy Stalą a Ogniwem, zakończył się bezbramkowym remisem. Z powodu zapadających ciemności spotkanie zostało przerwane po zakończeniu pierwszej części dogrywki i powtórzone 21 października. W powtórce zwyciężyli piłkarze Ogniwa 2:0. 21 października 1956 na stadionie Budowlanych rozegrano mecz finałowy, który zakończył się wygraną Lublinianki 2:1 po dogrywce. Zwycięską bramkę zdobył Stanisław Żołnierowicz w 118. minucie.
W XXI wieku obydwa zespoły spotkały się Pucharze Polski czterokrotnie i były to mecze na szczeblu okręgowym. Po raz ostatni w ramach tych rozgrywek Motor i Lublinianka zagrały 24 maja 2017 w finale na Arenie Lublin. Mecz wygrali „Żółto-biało-niebiescy” 4:1.
Poniższe zestawienie meczów pucharowych może być niepełne.
| 18 października 1954 | Ogniwo Lublin | 0:0 (pd.) | Stal FSC Lublin |                |
|                      |               |           |                 | stadion Ogniwa |

| 21 października 1954 | Ogniwo Lublin | 2:0 | Stal FSC Lublin |                |
|                      |               |     |                 | stadion Ogniwa |

| 21 października 1956 | Stal FSC Lublin | 1:2 (pd.) | Lublinianka           |                     |
|                      | Filozof ?'      |           | Żołnierowicz ?', 118' | stadion Budowlanych |

| 1 maja 1968 | Lublinianka | 1:2 | Motor Lublin                   |                     |
|             | Plewik 10'  |     | Dworzecki 28' · Sokołowski 36' | stadion Lublinianki |

| 24 czerwca 1997 | Motor Lublin | 0:1 | Lublinianka  |  |
|                 |              |     | Poleszak 24' |  |

| 14 czerwca 2000 | LKP Lublin | 1:2 | Lublinianka           |             |
|                 | Syroka 86' |     | Sawa 63' · Jasina 78' | Widzów: 100 |

| 23 kwietnia 2003 | Lublinianka | 2:0 | Motor Lublin |                    |
|                  |             |     |              | ul. Leszczyńskiego |

| 22 kwietnia 2015 | Motor Lublin                             | 2:1 | Lublinianka        |                                                  |
|                  | Marcin Świech 51' · Dawid Ptaszyński 87' |     | Kamil Witkowski 5' | Arena Lublin Widzów: 1750 Sędzia: Jacek Małyszek |

| 12 marca 2016 | Motor Lublin                  | 1:0 | Lublinianka |                                                  |
|               | Karol Banachiewicz 100' (sam) |     |             | Arena Lublin Widzów: 2945 Sędzia: Radosław Wąsik |

| 24 maja 2017 | Lublinianka             | 1:4 | Motor Lublin                                                                     |                                      |
|              | Bartłomiej Jezior 90+1' |     | Kamil Stachyra 15' · Tomasz Tymosiak 21' · Slaven Juriša 29' · Michał Paluch 80' | Arena Lublin Sędzia: Karol Iwanowicz |

## Bilans
Stan na 1 lipca 2017
| rozgrywki                                                       | liczba spotkań | zwycięstwa Lublinianki | remisy | zwycięstwa Motoru | bramki                |
| --------------------------------------------------------------- | -------------- | ---------------------- | ------ | ----------------- | --------------------- |
| II poziom ligowy (do 2008 II liga)                              | 8              | 0                      | 4      | 4                 | 9:3 dla Motoru        |
| III poziom ligowy (od 1953 do 2008 III liga, od 2008 II liga)   | 25             | 12                     | 7      | 6                 | 44:28 dla Lublinianki |
| IV poziom ligowy (do 2008 IV liga, od 2008 III liga)            | 6              | 1                      | 1      | 4                 | 14:3 dla Motoru       |
| ligowe łącznie                                                  | 39             | 13                     | 12     | 14                | 51:50 dla Motoru      |
| Puchar Polski (na szczeblu regionalnym, dane mogą być niepełne) | 6              | 3                      | 0      | 3                 | 8:7 dla Motoru        |
| powyższe łącznie                                                | 45             | 16                     | 12     | 17                | 59:57 dla Motoru      |

## Pozycje ligowe
| Poziom ligowy                                             | 48                             | 49                             | 50                             | 51                             | 52                             | 53                             | 54                             | 55                             | 56                             | 57                             | 58                             | 59                             | 60                             | 61                             | 62                             | 63                             | 64                             | 65                             | 66                             | 67                             | 68                             | 69                             | 70                             | 71                             | 72                             | 73                             | 74                             | 75                             | 76                             | 77                             | 78                             | 79                             | 80                             | 81                             | 82                             | 83                             | 84                             | 85                             | 86                             | 87                       | 88                       | 89                       | 90                       | 91                       | 92                       | 93                       | 94                       | 95                       | 96                       | 97                       | 98                       | 99                       | 00                       | 01                       | 02                       | 03                       | 04                       | 05                       | 06                       | 07                       | 08                       | 09                       | 10                       | 11                       | 12                       | 13                       | 14                       | 15                       | 16                       | 17                       | 18                       | 19                       | 20                       | 21                       | 22                       | 23                       | 24                       | 25                       |
| --------------------------------------------------------- | ------------------------------ | ------------------------------ | ------------------------------ | ------------------------------ | ------------------------------ | ------------------------------ | ------------------------------ | ------------------------------ | ------------------------------ | ------------------------------ | ------------------------------ | ------------------------------ | ------------------------------ | ------------------------------ | ------------------------------ | ------------------------------ | ------------------------------ | ------------------------------ | ------------------------------ | ------------------------------ | ------------------------------ | ------------------------------ | ------------------------------ | ------------------------------ | ------------------------------ | ------------------------------ | ------------------------------ | ------------------------------ | ------------------------------ | ------------------------------ | ------------------------------ | ------------------------------ | ------------------------------ | ------------------------------ | ------------------------------ | ------------------------------ | ------------------------------ | ------------------------------ | ------------------------------ | ------------------------ | ------------------------ | ------------------------ | ------------------------ | ------------------------ | ------------------------ | ------------------------ | ------------------------ | ------------------------ | ------------------------ | ------------------------ | ------------------------ | ------------------------ | ------------------------ | ------------------------ | ------------------------ | ------------------------ | ------------------------ | ------------------------ | ------------------------ | ------------------------ | ------------------------ | ------------------------ | ------------------------ | ------------------------ | ------------------------ | ------------------------ | ------------------------ | ------------------------ | ------------------------ | ------------------------ | ------------------------ | ------------------------ | ------------------------ | ------------------------ | ------------------------ | ------------------------ | ------------------------ | ------------------------ |
| I: (I liga do 2008, od 2008 Ekstraklasa)                  |                                |                                |                                |                                |                                |                                |                                |                                |                                |                                |                                |                                |                                |                                |                                |                                |                                |                                |                                |                                |                                |                                |                                |                                |                                |                                |                                |                                |                                |                                |                                |                                |                                | 10                             | 16                             |                                | 10                             | 9                              | 13                             | 16                       |                          |                          | 13                       | 10                       | 15                       |                          |                          |                          |                          |                          |                          |                          |                          |                          |                          |                          |                          |                          |                          |                          |                          |                          |                          |                          |                          |                          |                          |                          |                          |                          |                          |                          |                          |                          |                          |                          |                          |                          |
| II: (II liga do 2008, od 2008 I liga)                     | 1                              | 2                              | 8                              | 2                              | 9                              |                                |                                |                                |                                |                                |                                |                                |                                | 18                             |                                |                                | 9                              | 16                             | 15                             |                                |                                | 9                              | 12                             | 6                              | 13                             |                                | 2                              | 3                              | 3                              | 4                              | 6                              | 8                              | 1                              |                                |                                | 1                              |                                |                                |                                |                          | 9                        | 2                        |                          |                          |                          | 3                        | 5                        | 5                        | 16                       |                          |                          |                          |                          |                          |                          |                          |                          |                          |                          |                          | 12                       | 15                       | 18                       |                          |                          |                          |                          |                          |                          |                          |                          |                          |                          |                          |                          |                          | 4                        |                          |
| II: (II liga do 2008, od 2008 I liga)                     | 1                              | 2                              | 8                              | 2                              | 9                              | 16                             | 16                             | 10                             | 17                             |                                |                                |                                |                                | 18                             |                                |                                | 9                              | 16                             | 15                             |                                |                                | 9                              | 12                             | 6                              | 13                             |                                |                                | 3                              | 3                              | 4                              | 6                              | 8                              | 1                              |                                |                                |                                |                                |                                |                                |                          | 9                        | 2                        |                          |                          |                          | 3                        | 5                        |                          |                          |                          |                          |                          |                          |                          |                          |                          |                          |                          |                          |                          | 12                       | 15                       | 18                       |                          |                          |                          |                          |                          |                          |                          |                          |                          |                          |                          |                          |                          | 4                        |                          |
| III: (Klasa A do 1952, III liga do 2008, od 2008 II liga) |                                |                                |                                |                                | 4                              | 5                              | 8                              | 2                              | 5                              | 1                              | 1                              | 2                              | 2                              | 2                              | 1                              | 1                              | 1                              | 1                              | 4                              | 3                              | 1                              |                                | 3                              | 2                              | 2                              | 1                              |                                | 1                              | 2                              | 2                              | 3                              | 7                              | 5                              | 8                              | 1                              |                                | 13                             |                                |                                | 5                        | 5                        | 6                        | 17                       | 9                        | 4                        | 4                        | 1                        |                          |                          | 9                        | 4                        | 2                        | 7                        | 18                       |                          | 8                        | 8                        | 3                        | 6                        | 1                        |                          |                          |                          | 16                       | 5                        | 14                       | 15                       |                          |                          |                          |                          |                          |                          | 9                        | 5                        | 6                        |                          |                          |
| III: (Klasa A do 1952, III liga do 2008, od 2008 II liga) | 12                             | 12                             | 2                              | 5                              | 4                              | 5                              | 8                              | 2                              | 5                              | 2                              | 3                              | 13                             | 2                              | 2                              | 10                             | 15                             | 1                              | 1                              | 4                              | 3                              |                                |                                | 3                              | 2                              | 2                              |                                |                                | 1                              | 2                              | 2                              | 3                              | 7                              | 5                              | 8                              | 1                              |                                | 13                             |                                |                                | 5                        | 5                        | 6                        | 17                       | 9                        | 4                        | 4                        | 1                        |                          |                          |                          |                          | 2                        | 7                        | 18                       |                          | 8                        | 8                        | 3                        | 6                        | 1                        |                          |                          |                          | 16                       | 5                        | 14                       | 15                       |                          |                          |                          |                          |                          |                          | 9                        | 5                        | 6                        |                          |                          |
| IV: (IV liga do 2008, od 2008 III liga)                   |                                |                                |                                | 1                              |                                |                                | 5                              | 2                              |                                |                                |                                |                                |                                |                                |                                |                                |                                |                                |                                | 1                              |                                | 1                              |                                |                                |                                |                                |                                |                                |                                |                                |                                |                                |                                |                                |                                |                                |                                | 2                              | 1                              |                          |                          |                          |                          |                          |                          |                          |                          |                          |                          |                          |                          | 8                        | 12                       | 2                        | 1                        | 9                        | 2                        | 6                        | 5                        | 10                       | 13                       |                          |                          |                          |                          | 6                        | 11                       | 4                        | 1                        | 2                        | 2                        | 3                        | 1                        |                          |                          | 17                       |                          |                          |
| IV: (IV liga do 2008, od 2008 III liga)                   | 4                              | 13                             | 9                              | 1                              |                                |                                | 5                              | 2                              |                                |                                |                                |                                |                                |                                |                                |                                |                                |                                |                                | 1                              |                                | 1                              |                                |                                |                                |                                |                                |                                |                                |                                |                                |                                |                                |                                |                                |                                |                                | 2                              | 1                              |                          |                          |                          |                          |                          |                          |                          |                          |                          |                          |                          |                          | 8                        | 12                       | 2                        |                          | 9                        | 2                        | 6                        | 5                        | 10                       | 13                       |                          |                          |                          |                          | 6                        | 11                       |                          |                          | 2                        | 2                        | 3                        | 1                        |                          |                          | 17                       |                          |                          |
| V: (liga/klasa okręgowa do 2008, od 2008 IV liga)         |                                |                                | 1                              |                                |                                |                                |                                |                                |                                |                                |                                |                                |                                |                                |                                |                                |                                |                                |                                |                                |                                |                                |                                |                                |                                |                                |                                |                                |                                |                                |                                |                                |                                |                                |                                |                                |                                |                                |                                |                          |                          |                          |                          |                          |                          |                          |                          |                          |                          |                          |                          |                          |                          |                          |                          |                          |                          |                          |                          |                          |                          | 10                       | 6                        | 4                        | 1                        |                          |                          |                          |                          | 11                       | 7                        | 3                        | 7                        | 11                       | 1                        |                          | 9                        |                          |
| Legenda:                                                  | Lublinianka (wszystkie sezony) | Lublinianka (wszystkie sezony) | Lublinianka (wszystkie sezony) | Lublinianka (wszystkie sezony) | Lublinianka (wszystkie sezony) | Lublinianka (wszystkie sezony) | Lublinianka (wszystkie sezony) | Lublinianka (wszystkie sezony) | Lublinianka (wszystkie sezony) | Lublinianka (wszystkie sezony) | Lublinianka (wszystkie sezony) | Lublinianka (wszystkie sezony) | Lublinianka (wszystkie sezony) | Lublinianka (wszystkie sezony) | Lublinianka (wszystkie sezony) | Lublinianka (wszystkie sezony) | Lublinianka (wszystkie sezony) | Lublinianka (wszystkie sezony) | Lublinianka (wszystkie sezony) | Lublinianka (wszystkie sezony) | Lublinianka (wszystkie sezony) | Lublinianka (wszystkie sezony) | Lublinianka (wszystkie sezony) | Lublinianka (wszystkie sezony) | Lublinianka (wszystkie sezony) | Lublinianka (wszystkie sezony) | Lublinianka (wszystkie sezony) | Lublinianka (wszystkie sezony) | Lublinianka (wszystkie sezony) | Lublinianka (wszystkie sezony) | Lublinianka (wszystkie sezony) | Lublinianka (wszystkie sezony) | Lublinianka (wszystkie sezony) | Lublinianka (wszystkie sezony) | Lublinianka (wszystkie sezony) | Lublinianka (wszystkie sezony) | Lublinianka (wszystkie sezony) | Lublinianka (wszystkie sezony) | Lublinianka (wszystkie sezony) | Motor (wszystkie sezony) | Motor (wszystkie sezony) | Motor (wszystkie sezony) | Motor (wszystkie sezony) | Motor (wszystkie sezony) | Motor (wszystkie sezony) | Motor (wszystkie sezony) | Motor (wszystkie sezony) | Motor (wszystkie sezony) | Motor (wszystkie sezony) | Motor (wszystkie sezony) | Motor (wszystkie sezony) | Motor (wszystkie sezony) | Motor (wszystkie sezony) | Motor (wszystkie sezony) | Motor (wszystkie sezony) | Motor (wszystkie sezony) | Motor (wszystkie sezony) | Motor (wszystkie sezony) | Motor (wszystkie sezony) | Motor (wszystkie sezony) | Motor (wszystkie sezony) | Motor (wszystkie sezony) | Motor (wszystkie sezony) | Motor (wszystkie sezony) | Motor (wszystkie sezony) | Motor (wszystkie sezony) | Motor (wszystkie sezony) | Motor (wszystkie sezony) | Motor (wszystkie sezony) | Motor (wszystkie sezony) | Motor (wszystkie sezony) | Motor (wszystkie sezony) | Motor (wszystkie sezony) | Motor (wszystkie sezony) | Motor (wszystkie sezony) | Motor (wszystkie sezony) | Motor (wszystkie sezony) | Motor (wszystkie sezony) |